# Martinska Ves
Martinska Ves je vesnice a opčina v Chorvatsku, spadající do Sisacko-moslavinské župy. Leží na řece Sávě. Nachází se asi 12 km na sever od Sisaku, 19 km jižně od Ivanić Gradu, 35 km jihozápadně od Veliké Gorice a 46 km jihozápadně od Záhřebu. Podle sčítání lidu z roku 2011 v celé opčině žilo 3 488 obyvatel, v samotné vesnici žije 683 obyvatel.
Pod opčinu Martinské Vsi spadají vesnice Bok Palanječki, Desni Dubrovčak, Desno Trebarjevo, Desno Željezno, Jezero Posavsko, Lijeva Luka, Lijevo Trebarjevo, Lijevo Željezno, Ljubljanica, Mahovo, Setuš, Strelečko, Tišina Erdedska, Tišina Kaptolska a Zirčica. Sama Martinska Ves se skládá ze dvou hlavních částí, rozdělených řekou Sávou: Lijeva Martinska Ves na východní a Desna Martinska Ves na západní straně.
Vesnice je známá především svým velkým mostem, který byl postaven v roce 2002, je dlouhý asi 178 m a je jedním z mála mostů přes řeku Sávu v této oblasti.